# سوني إكسبيريا إي
سوني اكسبيريا أي (بالإنجليزية: Sony Xperia E)‏ هو هاتف ذكي من سوني يعمل بنظام أندرويد، تم طرحه في الأسواق في 2013.

## الخصائص
- نظام التشغيل: أندرويد
- الشاشة: إل سي دي
- الوزن: 115.7 غرام
- المعالج: 1 جيجا هرتز
- الذاكرة: 512 ميجابايت رام
- التخزين: 4 جيجابايت